# Álvaro Obregón
Pour les articles homonymes, voir Álvaro et Álvaro Obregón (Mexico).
Álvaro Obregón Salido, né le 19 février 1880 à Navojoa, dans l'État de Sonora, et mort assassiné le 17 juillet 1928 à Mexico, est un général et homme d'État mexicain, président entre 1920 et 1924.

## Biographie

### Débuts en politique
Il fait son entrée sur la scène politique en 1911 lorsqu'il devient maire de Huatabampo.
À cette époque, il soutient Francisco Madero contre Pascual Orozco qui s'est révolté. Lorsqu'une nouvelle révolte, menée par Félix Díaz, neveu de Porfirio Díaz, et Victoriano Huerta, et soutenue par Henry Lane Wilson, ambassadeur des États-Unis, renverse Madero et conduit à son exécution, Obregón décide de rejoindre le camp de Venustiano Carranza. Cette alliance parvient à écarter Huerta du pouvoir le 14 juillet 1914,.
Obregón est alors un partisan de Carranza et l'aide, en tant que ministre de la guerre et de la marine à partir de 1915, à combattre les armées menées par Francisco Villa et la guérilla d'Emiliano Zapata. Dans le domaine de la politique, il essaie de faire appliquer la Constitution de 1917, avant de se retirer provisoirement de la politique et de se consacrer à l'agriculture dans l'État de Sonora.

### Exercice du pouvoir
Cependant, il revient sur la scène politique en 1920, en espérant être désigné comme successeur de Carranza, mais ce dernier choisit Ignacio Bonillas, alors ambassadeur à Washington, pour lui succéder. Obregón se révolte contre Carranza qui tente de fuir Mexico pour rejoindre Veracruz où il compte établir sa capitale à bord d'un train composé de 60 wagons à bord duquel est embarqué entre autres le numéraire en or de l'État. Le 21 mai, il est rattrapé à Tlaxcalatongo dans l'État de Puebla et assassiné par les troupes du général Rodolfo Herrera dans des circonstances restées peu claires.
Adolfo de la Huerta est désigné comme président intérimaire le 1er juin 1920. Le 26 octobre, Obregón est élu président et investi le 1er décembre suivant pour un mandat de quatre ans.
Obregón instaure des réformes agraires et anticatholiques, tout en entretenant de bonnes relations avec les États-Unis, notamment par la vente de pétrole aux voisins du nord. Son mandat est aussi marqué par la révolte d'Adolfo de la Huerta qui se considère comme le successeur naturel d'Obregón, alors que ce dernier préfère soutenir Plutarco Elías Calles pour l'élection présidentielle de juillet 1924. Calles est élu et succède à Obregón le 1er décembre suivant. Quatre ans plus tard, Obregón se présente à nouveau à l’élection présidentielle et remporte un deuxième mandat. Il se dirige vers Mexico pour fêter son élection. Le 17 juillet 1928, il est assassiné par José de León Toral (es), un étudiant catholique opposé à l'application stricte des articles constitutionnels d'Obregón concernant la religion, dans le restaurant « La Bombilla » où il assiste à un banquet offert par ses sympathisants, alors qu'un groupe de musiciens entonne la chanson « El Limoncito ».

## Hommages
Ciudad Obregón, littéralement Ville Obregón, est une ville située dans son État d'origine de Sonora, renommée en son honneur. Une délégation, équivalent d'un arrondissement de Mexico, où se trouve le lieu de son assassinat, porte son nom pour les mêmes raisons.